# Паладій (лікар)
Паладій (грец. Παλλάδιος; 2-а пол. V ст. — поч. VI ст.) — лікар часів ранньої Візантійської імперії.

## Життя та творчість
Походив з грекосирійської родини лікарів. Син Ісіхія, лікаря з Дамаску. Ймовірно народився в цьому ж місці. Ймовірно згодом перебрався до Александрії. Тут отримав звання ятрософіста (на кшталт професора медицини).
Він цитує Галена, а його самого цитує Абу Бакр ар-Разі́. Збереглися три його роботи: Коментар до «Про переломи» Гіппократа; Коментар до VI книги Гіппократа про епідемії; Коментар до праці Галена «Про секти». Вони були відомі арабським письменникам.